# Arcobaleno monocromatico

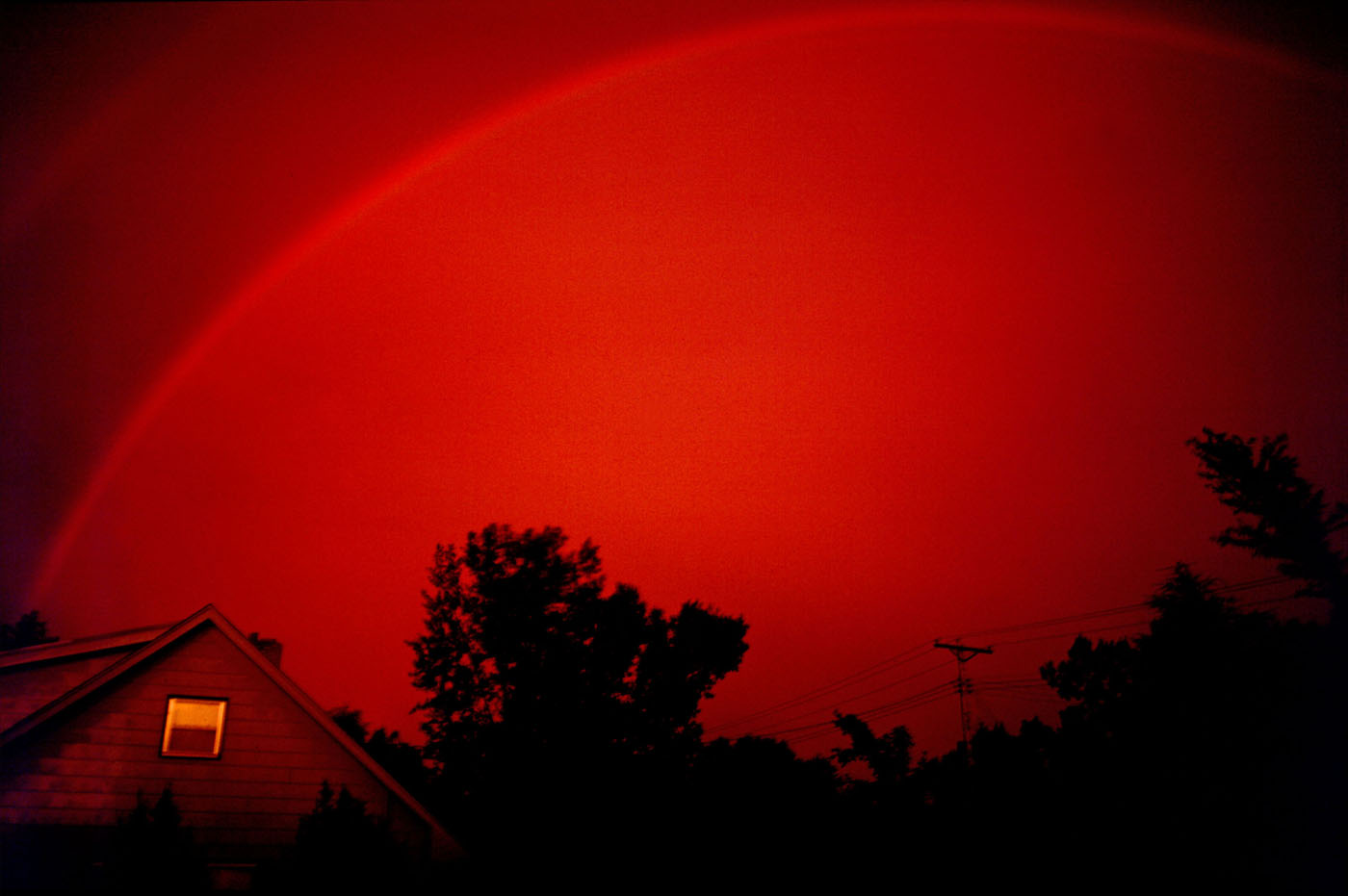
Foto di un arcobaleno rosso, scattata vicino a Minneapolis, USA nel luglio 1980

Un arcobaleno rosso è una rara variante del più comune arcobaleno multicolore.
Il suo processo di formazione è identico a quello di un normale arcobaleno, ossia la rifrazione della luce sulle goccioline d'acqua, con la differenza che un arcobaleno rosso avviene quando il sole si trova vicino all'orizzonte, quindi intorno dell'alba o il tramonto.
Il basso angolo del sole comporta una maggiore distanza da percorrere per la luce attraverso l'atmosfera, causando la dispersione delle lunghezze d'onda più corte, come il blu, il verde e il giallo, e lasciando principalmente il rosso.